# São Bento (Porto de Mós)
São Bento ist eine Gemeinde (Freguesia) im portugiesischen Kreis Porto de Mós. In ihr leben 751 Einwohner (Stand 19. April 2021).